# ポケモンスクランブル U
『ポケモンスクランブル U』は、任天堂・株式会社ポケモンより2013年4月24日に発売されたWii U用アクションゲーム。アメリカでは8月29日に、ヨーロッパでは同年8月15日に発売。

## 概要
『ポケモンスクランブル』シリーズの第3作。ポケモンゲーム初のWii U専用タイトル。ダウンロード専用ソフトで、ニンテンドーeショップで販売されている。
ネジで動くポケモンのおもちゃを操作し、ほかのポケモンたちと戦うアクションゲーム。八角形で構成されたステージに現れるポケモンたちを倒していき、ステージクリアを目指す。また、今作はゲーム内のポケモンのモデルを忠実に再現したNFCフィギュアと連動しており、これらのポケモンに限り強さを上げたり技を覚えさせたりといった成長要素が用意されている。

## ストーリー
とある町のポケモンショップに新商品として発売される予定のポケモンのおもちゃがたくさん入荷されてきた。おもちゃが入った段ボールを店員が運んでいる最中、道端に落ちていたカプセルで足を滑らし、大量のカプセルが川に流されてしまった。ポケモンショップから離れた河原に流れついたピカチュウ、ツタージャ、ポカブ、ミジュマルは同じように流されてしまった仲間を探し、ポケモンショップに帰還するための旅に出た。

## ゲーム内容
今回は面クリア式のアクションゲームとなった。全体的に『スーパーポケモンスクランブル』の「チームバトル」を発展、特化させたような内容となっている。プレイヤー側は4体でチームを組み、ステージに現れるポケモンたちと戦っていく。プレイヤーが足りない場合はコンピュータが参加する。なお、ステージには各プレイヤーにつき1体のみ参加でき、交代することはできない。最後に現れる巨大化したポケモン「ボスポケモン」を倒せばステージクリア。途中で体力が尽きてしまった場合は別のプレイヤーが隣接し、ネジを巻きなおすことで復活できる。コンピュータを残して全滅してしまった場合は2000Pを支払うことで1回だけコンティニューできるが、2回全滅してしまった場合はその場で敗北となる。なお、前作、前々作の通常ステージと同様に、倒した際にPに変化しなかったポケモンは仲間にすることができる。この際、動きを停止させるのではなくカプセルに変化するようになった。
今作では仲間にできるポケモンは特殊能力「とおりな」を持たず、わざを変えることができない。あいことばで仲間になるポケモンやNFCフィギュアで育成するポケモンはとおりなをもっている。
また、Wii U GamePadの読み取り機能を使いICカードやamiiboを読み込ませることで、一定時間、対応したボスポケモンである「お助けポケモン」を呼ぶことができる。

### ステージ
キラキラ遊園地
ポケモンショップから離れた場所にある遊園地。ドリームゲート、ジャングルエリア、アドベンチャーエリア、ワンダーエリアで構成されている。
あおぞら公園
のどかな風景が続く公園。水のおか、わんぱく広場、フラワーガーデンで構成されている。
交通はくぶつかん
交通に関する博物館。パノラマもけい室、きかんしゃレストラン、乗り物ギャラリー、運転たいけん室で構成されている。
しんぴの森
豊かな自然を湛える森林。ここを抜ければポケモンショップはすぐそこ。緑の広場、しんぴの湖、森のおんがくどうで構成されている。
ポケモンショップ
最終ステージ。新商品としてポケモン達を発売する予定だった。エントランス、ヒミツそうこ、フィギュアコレクション、開かずのとびらで構成されている。

### アイテム
今作ではおなじみPのほかにも様々なアイテムが登場するようになった。
P
お金。敵を倒すと変化する。コンティニューやNFCフィギュアの強化に必要。
タッチパワー
黄色の宝石。取得するとタッチゲージがたまり、満タンになるとWii U Gamepadを使った全体攻撃「タッチボム」が一定時間使用可能になる。
カプセル
ポケモンを倒すとたまに変化する。取得すると倒したポケモンを仲間にできる。
かいふくアメ
青いアメ。自分と周囲の仲間ポケモンのHPを少し回復する。HPが尽きたポケモンには効果がない。
大かいふくアメ
緑のアメ。自分と周囲のポケモンのHPを大きく回復し、HPが尽きた味方ポケモンも復活する。
ビッグネジ
取得すると一定時間ポケモンが巨大化し、攻撃力が大きく上昇する。
集合ラッパ
取得すると味方ポケモンを集合させる。
マスターカプセル
紫色のカプセル。これを投げつけられたポケモンは倒れると必ずカプセルに変化するようになる。
花火
味方のNPCが四体登場する。
ランダム能力アップネジ
ネジが入った箱。ネジの色に応じて能力が上昇する。
よこどりぶくろ
味方が取得したPを奪う。
サイコロ
攻撃を加えるたびに目が変わるサイコロ。一定ダメージを加えること壊れるが、壊れずにカウントが0になった場合は出た目に応じて「おしおき」が下される。6の目のみラッキーとなり、敵の動きが停止する。
スーパースター
取得したプレイヤーは敵の注目を一身に受ける「スーパースター」状態になる。

### 主なキャラクター
ピカチュウ、ツタージャ、ポカブ、ミジュマル
キラキラ遊園地のそばまで流されたポケモンたち。ポケモンショップに戻るため、冒険に出発する。
コイル
お助けキャラ。ほとんどのステージに上空から登場し、かいふくアメやマスターカプセルといったアイテムを落としてくれる。たまにトラップや爆弾を落としてこちらを妨害することも。
ケルディオ（かくごのすがた）、シャンデラ
キラキラ遊園地のボスたち。遊園地で遊ぶことを妨害しようとしているプレイヤーに対し、勝負を仕掛ける。
セレビィ
あおぞら公園のボス。ポケモンショップから捨てられたと勘違いしており、ショップに戻ることを拒む。
レックウザ
交通はくぶつかんのボス。博物館内のポケモン達を交通整理しており、邪魔をするプレイヤーたちに戦いを挑む。
メロエッタ（ボイスフォルム）
しんぴの森のボス。森の特設ライブハウスでコンサートを開いており、邪魔なプレイヤーたちに戦いを挑む。ある程度ダメージを与えると「いにしえのうた」を使いステップフォルムに変身する。
キュレム（ブラックキュレム）
ポケモンショップの奥、開かずのとびらに鎮座するラストボス。ポケモンのおもちゃたちを川に流した張本人で、本作の黒幕。選ばれたおもちゃだけが新発売できるという選民思想じみたポリシーを持っており、それゆえに新発売される商品で自分がお払い箱になることを懸念して事件を起こした。多方向に拡散する「フリーズボルト」を使用する。
ミュウツー
隠しボス。クリア後に出現する「チャレンジバトル」最後のボス。非常に素早く、広範囲に及ぶ複数の「サイコブレイク」、「サイコカッター」を繰り出す強敵。

## あいことば
今作にも存在し、全員専用のとおりなを習得している。

## NFCフィギュアとの連動
本作のポケモンをモチーフにしたフィギュアで、主に全国のポケモンセンターで発売されている。近距離無線通信に対応しており、Wii U GamePadを通じてデータをやり取りできる。フィギュアにはポケモンの強さや技を保存することができ、ゲーム中で取得できる「P」を消費することでフィギュアを強化できる。
現在は販売を終了している。
第1弾
フシギダネ
ピカチュウ
アチャモ
ポッチャマ
ルカリオ
ビクティニ
ピカチュウ（色違い・シークレット）
第2弾
イーブイ
ミュウツー
グレッグル
ゾロアーク
ヒトモシ
ゲノセクト
イーブイ（色違い・シークレット）
第3弾
ミュウ
セレビィ
ジラーチ
デオキシス（ノーマルフォルム）
ダークライ
シェイミ
ゲノセクト（色違い・シークレット）
第4弾（イベント会場のみでの販売）
キュレム（ブラックキュレム）
キュレム（ホワイトキュレム）
その他
パンチングピカチュウ
ポケモンセンター限定の予約特典。「かみなりパンチ」と通常では覚えることができない「ばくれつパンチ」を習得している。